# Sukunahikona-jinja
Le sanctuaire Sukunahikona (少名彦神社, Sukunahikona-Jinja) est un sanctuaire shinto dédié aux divinités Sukunahikona et Shennong (en japonais : Shinno) dans le quartier Doshōmachi, de l'arrondissement Chūō-ku à Osaka au Japon; il date du XVIIIe siècle. 

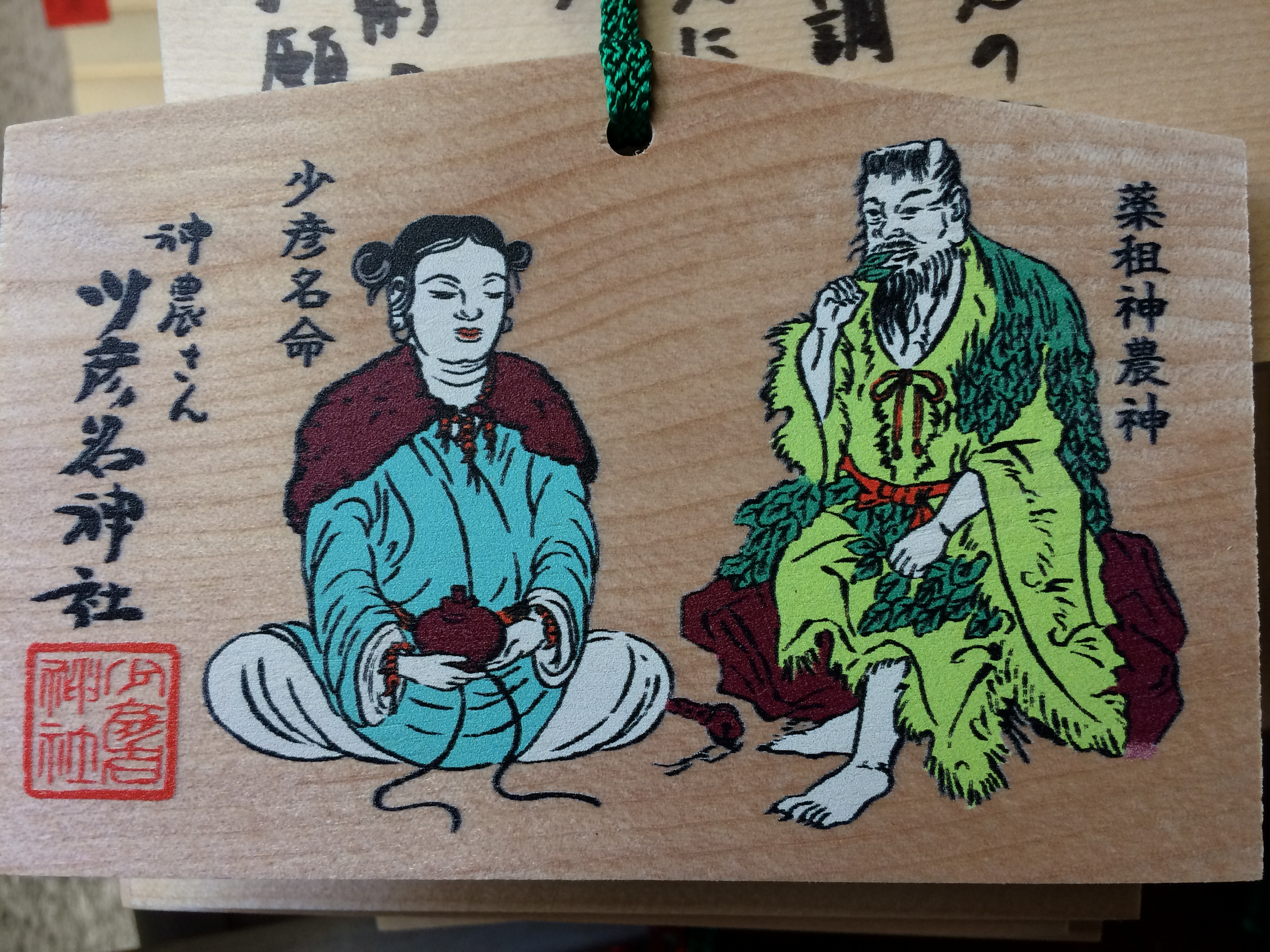
Sukunahikona (à gauche) et Shennong dessinés sur une ema.

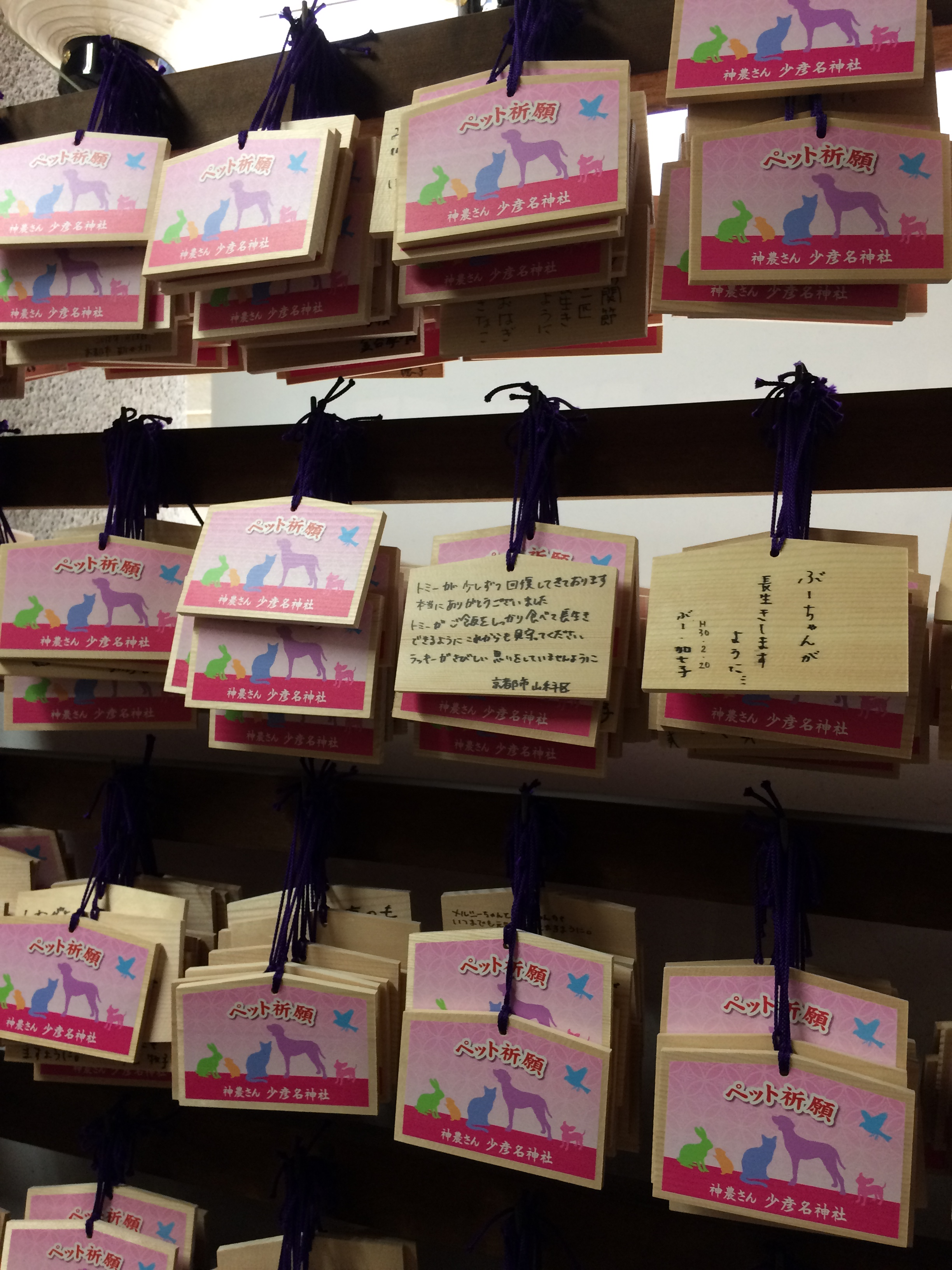
Ema pour les animaux de compagnie.

## Histoire
Pendant longtemps, le dieu japonais Sukunahikona (également connu sous le nom de Sukunahikona no Mikoto), qui est mentionné dans le Kojiki, n'a joué aucun rôle majeur. Cependant, avec l'émergence des "études nationales" ( Kokugaku ) au XVIIIe siècle et le développement des études sur les sources anciennes, les traditions indigènes sont devenues plus fortes. Le sanctuaire de Sukunahikona a été érigé en 1780 par les marchands de médicaments du district de Doshōmachi, le centre de distribution d'herbes et de médicaments du pays. Pour son siège, on a choisi la maison d'assemblage de la coopérative de distribution, où l'on vénérait jusqu'alors Shennong, qui, selon la mythologie chinoise,  a développé l'herboristerie. Au début, ce n’était vraisemblablement qu'un petit sanctuaire dans un coin du bâtiment. 
Après un incendie en 1837, un sanctuaire séparé fut érigé. Bien que de nombreux petits sanctuaires de la région aient été fusionnés en 1906, on a laissé ce sanctuaire exister et construit un nouveau hall principal plus grand et des locaux administratifs adjacents. 
En 2007, le « Festival Shennong » annuel du sanctuaire ( Shinnō-sai, 22-23 novembre) et le "Festival du solstice d'hiver" (Tōji-sai) ont été reconnus comme éléments du "patrimoine folklorique" d'Osaka. 
Avec la prolifération des médicaments vétérinaires depuis l'ère Meiji et l'augmentation du nombre d'animaux de compagnie dans la seconde moitié du XXe siècle, la guérison et la santé des animaux ont également été incluses dans les compétences des divinités du sanctuaire. Le 11 janvier, on célèbre ainsi le Nouvel An pour les animaux domestiques (ペットの初詣 (), petto hatsumōde ).
En 2020, le sanctuaire est populaire pendant la crise du COVID-19.

## Musée de l'histoire de la pharmacie
Le bâtiment administratif du sanctuaire héberge le musée de l'histoire de la pharmacie de Doshomachi.